# فرودگاه کراواری
فرودگاه کراواری (به انگلیسی: Carauari Airport) (به زبان بومی: Aeroporto de Carauari) یک فرودگاه همگانی مسافربری با کد یاتا CAF است که یک باند فرود آسفالت دارد و طول باند آن ۱۶۶۵ متر است. این فرودگاه در کشور برزیل قرار دارد و در ارتفاع ۱۰۸ متری از سطح دریا واقع شده‌است.

## شرکت‌های هواپیمایی و مقصدهای پروازی
| شرکت‌های هواپیمایی     | مقصدهای پروازی                    |
| --------------------- | --------------------------------- |
| MAP Linhas Aéreas     | ادواردو گومز                      |
| Total Linhas Aéreas a | کواری، ادواردو گومز، پورتو اوروکو |

a.^  Airline operating regular charter flights.